# Leitfaden (Polizei)
Der Leitfaden (Abk. LF) beinhaltet die teilweise bundeseinheitlichen, teilweise länderspezifischen Richtlinien der polizeilichen Arbeit.
Im Gegensatz zu den Polizeidienstvorschriften enthält der polizeiliche Leitfaden keine vorgegebene Handlungsvorschriften, sondern  nur Richtlinien.
Auszüge verschiedener Leitfäden:
LF 003 - Katalog der Dienstvorschriften und Leitfäden
LF 150 - Versorgung der Polizei im Einsatz (Ausgabe 2022; Stand 08/2023)
LF 290 - Sport in der Polizei (Ausgabe 1997)
LF 355 - Leitfaden zur grenzüberschreitenden polizeilichen Zusammenarbeit, Schengener Durchführungsübereinkommen  (Ausgabe 1999)
LF 371 VS-NfD - Eigensicherung (Ausgabe 2025)
LF 450 VS-NfD - Gefahren durch chemische, biologische und radioaktive Stoffe (Ausgabe 2023) 
LF 900 - Schusswaffen der Polizei
LF 983 - Untersuchen und Instandsetzen von Waffen und Gerät